# Marek Švec
Marek Švec (* 17. února 1973 Havlíčkův Brod, Československo) je bývalý reprezentant Česka v zápase řecko-římském a současný reprezentační trenér. Jde o největší osobnost českého zápasu od její samostatnosti.

## Sportovní kariéra
Zápasení se věnoval od 7 let v rodném městě. Po dokončení základní školy šel na sportovní gymnázium do Ostravy, kde spolupracoval s trenérem Krystou. Začátkem 90. let přesídlil do Prahy, kde začal sbíral zkušenosti vedle Pavla Frinty a Jaroslava Zemana pod vedením Václava Scheinera. Všem třem se podařilo kvalifikovat se na olympijské hry v Atlantě. První zápas nezvládl a po porážce s Turkmenem Redžepovem musel do opravného pavouku, kde chytil fazónu. Porazil tři soupeře aby nakonec prohrál s Bělorusem Sidarenkou. Obsadil 8. místo.
V roce 1998 vynechal kvůli zranění mistrovství Evropy, aby na podzim téhož roku dosáhl prvního velkého úspěchu. Na mistrovství světa v Gävle se dostal do finále, kde nestačil na ruského reprezentanta Koguašviliho.
V roce 2000 se kvalifikoval na své druhé olympijské hry v Sydney. Do skupiny dostal nalosovaného Američana Lowney (bral bronz) a Koguašviliho. S oběma svedl vyrovnané zápasy, ale bez vítězství.
V dalším olympijském období si držel příslušnost mezi evropskou špičkou jenže svojí druhou velkou medaili z mistrovství Evropy v roce 2004 tvrdě zaplatil vyhřezlou ploténkou. Nestihl se dát dohromady na kvalifikační turnaj pro olympijské hry v Athénách a účast musel oželet.
Po Athénách pokračoval ve výborných výkonech i přes svůj poměrně vysoký věk. V letech 2006 a 2007 patřil mezi smetánku těžkých vah. Tehdy již několik let spolupracoval s trenérem Ervínem Vargou. V olympijském roce 2008 mu sice nevyšel turnaj mistrovství Evropy, ale na olympijské hry v Pekingu se připravil velmi dobře. Po úvodní výhře nad Bulharem Dinčevem ho čekal ve čtvrtfinále aktuální mistr světa a obhájce stříbrné olympijské medaile Gruzínec Nozadze. Výbornou obranou nedovolil Nozadzemu získat vyšší náskok a dvě sekundy ke konci třetí části soupeře vytlačil z kruhu, čímž přelil misku vah na svojí stranu. V semifinále ho čekal poměrně neznámý, ale perfektně připravený Rus Aslanbek Chuštov (v turnaji neztratil jediný bod). Úvod zápasu byl opatrný do okamžiku, kdy rozhodčí přistoupil k možnosti poslat jednoho z aktérů na zem do středu žíněnky. Losováním padla volba na něho a Rus této situace využil ve svůj prospěch. Přetočil Švece na záda (most) a udržel dostatečně dlouhou dobu aby rozhodčí odpískal konec. V souboji o bronzovou medaili ho čekal Kazach Aset Mambetov. O 11 let mladší Středoasijec byl v lepším fyzickém i psychickém rozpoložení a úvodní část získal ve svůj prospěch. Ve druhé části předvedl chvat za pět bodů a bez větších potíží dotáhl zápas do vítězného konce. V listopadu roku 2016 však zpětná dopingová kontrola odhalila u Mambetova užití zakázaných látek. Bronz tak připadl českému zápasníkovi, medaili obdržel dodatečně v srpnu 2017.
V 35 letech se rozhodl pokračovat ve své kariéře. Přestupem do supertěžké váhy si ulevil od nepříjemného shazování váhy (cca 8-10kg) a začal spolupracovat s Jiří Matýskem. V olympijském roce 2012 však utrpěl na mistrovství Evropy úraz lokte, který mu znemožnil účast v kvalifikačním turnaji na olympijské hry v Londýně. Následně ukončil sportovní kariéru. Věnuje se trenérské práci v pražském Olympu. Má 14 startů na seniorském mistrovství světa a 17 startů na seniorském mistrovství Evropy.

## Výsledky
| Turnaj             | 1994       | 1995       | 1996       | 1997       | 1998       | 1999       | 2000       | 2001       | 2002       | 2003       | 2004       | 2005       | 2006       | 2007       | 2008       | 2009       | 2010       | 2011       | 2012       |
| Turnaj             | 21         | 22         | 23         | 24         | 25         | 26         | 27         | 28         | 29         | 30         | 31         | 32         | 33         | 34         | 35         | 36         | 37         | 38         | 39         |
| Turnaj             | poltěž. v. | poltěž. v. | poltěž. v. | těžká váha | těžká váha | těžká váha | těžká váha | těžká váha | těžká váha | těžká váha | těžká váha | těžká váha | těžká váha | těžká váha | těžká váha | těžká váha | suptěž. v. | suptěž. v. | suptěž. v. |
| ------------------ | ---------- | ---------- | ---------- | ---------- | ---------- | ---------- | ---------- | ---------- | ---------- | ---------- | ---------- | ---------- | ---------- | ---------- | ---------- | ---------- | ---------- | ---------- | ---------- |
| Olympijské hry     |            |            | 8.         |            |            |            | 18.        |            |            |            | —          |            |            |            | 3.         |            |            |            | —          |
| Mistrovství světa  | 20.        | 20.        |            | 21.        | 2.         | 8.         |            | 5.         | 7.         | 21.        |            | 10.        | 2.         | 3.         |            | 10.        | 5.         | 33.        |            |
| Mistrovství Evropy | 14.        | 10.        | 7.         | 8.         | —          | 20.        | —          | 8.         | 7.         | 12.        | 3.         | 5.         | 3.         | 9.         | 11.        | 3.         | 13.        | 16.        | 15.        |